# Biología acuática
La biología acuática es la rama de las Ciencias Biológicas que estudia los seres vivos que están relacionados con los cuerpos de agua, al menos en parte de su ciclo de vida.
La biología acuática incluye ramas más específicas tales como la biología marina, la limnología y la ecología acuática, que estudia un determinado cuerpo de agua (río, océano, lago, etc.) como un ecosistema acuático.
- Datos: Q5728861
- Multimedia: Aquatic biology / Q5728861